# Притворная простушка (опера)
«Притворная простушка», или «Мнимая простушка» (итал.  La finta semplice) — опера-буффа Вольфганга Амадея Моцарта в 3 действиях, итальянское либретто К. Гольдони в обработке М. Кольтеллини.
Написана около 1768 года, когда автору исполнилось двенадцать лет, по заказу австрийского императора Иосифа II, но из-за интриг придворных музыкантов в Вене поставлена не была. Премьера: Зальцбург около 1 мая 1769 года. На долгие годы произведение юного музыканта было забыто и вновь вернулось на сцену лишь в 1921 году, когда была поставлена в Карлсруэ в редакции А. Рудольфа (на немецком языке).
Либретто Гольдони было написано для одноименной оперы С. Перилло (1764).

## Действующие лица и первые исполнители
| Персонаж                           | Певческий голос | Премьера, 1 мая 1769 (Дирижёр: —) | Предполагаемые исполнители, 1768 (Вена) |
| ---------------------------------- | --------------- | --------------------------------- | --------------------------------------- |
| Фракассо, венгерский офицер        | тенор           | Йозеф Мейсснер                    | Филиппо Лаши                            |
| Розина, его сестра, баронесса      | сопрано         | Мария Магдалена Гайдн             |                                         |
| Дон Кассандро, скупой дворянин     | бас             | Йозеф Хорнунг                     | Франческо Каратолли                     |
| Дон Полидоро, его туповатый братец | тенор           | Антон Франц Шпитцедер             |                                         |
| Джачинта, их сестра                | меццо-сопрано   | Мария Анна Браунхофер             |                                         |
| Симон, сержант, друг Фракассо      | бас             | Феликс Винтер                     |                                         |
| Нинетта, служанка                  | сопрано         | Мария Анна Феземайер              | Антония Вагерль Бернаскони              |

## Сюжет
Молодой венгерский офицер Фракассо и его сержант Симоне встали на постой в поместье барона Кассандро. Барон и его брат, туповатый Полидоро , — закоренелые женоненавистники. Это обстоятельство мало тревожило бы Фракассо и Симоне, если бы они не влюбились: первый — в прекрасную Джачинту, сестру хозяев, а второй — в их служанку Нинетту. Оба холостяка и слышать не хотят о замужестве девушек. Фракассо прибегает к хитрости: он приглашает свою сестру, очаровательную Розину, которая, пуская в ход женские чары обольщает обоих братьев. Бывшие женоненавистники устраивают друг другу сцены ревности, и страсть их всё разгорается, тем не менее они не дают согласия на брак сестры с Фракассо. Тогда Джачинта и Нинетта убегают, увезя с собой все драгоценности. Обнищавшие братья в отчаянии и обещают выдать девушек замуж за тех, кто отыщет беглянок. Их «отыскали» Фракассо и Симоне. Всё заканчивается свадьбой.

## Музыка
Грубоватая и довольно циничная комедия (результат обработки текста, сделанной Кольтеллини) воплощена юным Моцартом в музыке, полной изящества и очарования. Особенно удалась ему фигура Розины. Несмотря на неровность партитуры, условность некоторых приёмов, это сочинение свидетельствовало о проявлении гениального дарования. Неслучайно завистливые венские музыканты, опасаясь соперничества, постарались помешать постановке оперы.

### Состав оркестра
- 2 флейты, 2 гобоя, 2 фагота
- 2 валторны
- струнная группа
- клавесин и виолончель (для речитативов)
- литавры

## Дискография
Исполнители представлены в следующем порядке: Фракассо/Розина/Кассандро/Полидоро/Джачинта/Симоне/Нинетта.
CD
- T. Moser/H. Donath/R. Holl/A. Rolfe-Johnson/T. Berganza/R. Lloyd/J. R. Ihloff, Mozarteum Orchester Salzburg, con. Leopold Hager, 1983. Orfeo
- H. P. Blochwitz/B. Hendricks/S. Lorenz/D. Johnson/A. Murray/E. Lind, Orchestra de Camera C. P. E. Bach, con. Peter Shreier, 1990. Philips

DVD
- J. Ovenden/M. Hartelius/J. Wagner/M. Klink/M. Comparato/M. Turk/S. Moi, Camerata Salzburg, con. Michael Hofstetter, 2006. Deutsche Grammophon